# Стейблкойн
Стейблкойн, или стейблкоин (от англ. stable — стабильный, coin — монета) — общее название криптовалют, обменный курс которых стараются стабилизировать, например, принудительно привязывая их цену к обычным валютам или котировкам биржевых товаров (золота, зерна, нефти).
Курсы криптовалют характеризуются чрезвычайно высокой волатильностью. Так, биткойн показывает нестабильность на уровне выше, чем золото, индексные фонды на биржах и большинство других финансовых активов. Это резко ограничивает применимость криптовалют за пределами узкого круга пользователей. Одним из способов стабилизации курса является привязка криптовалюты к реальной валюте с созданием централизованного резерва для гарантированного обмена по курсу. Как главный пример в 2016 году Конинг и в 2018 году Хилл приводят Tether, курс которого привязан к доллару США в отношении 1:1. Рутледж в январе 2021 года упоминает, кроме Tether, Dai, NuBits, Basecoin.
Стейблкойны имеют очевидный недостаток: необходимый для поддержания курса уровень доверия к централизованному механизму обмена противоречит децентрализованной природе криптовалют. По замечанию Хилла, при отсутствии централизации риск невыполнения другой стороной обязательств схож с риском на товарной бирже — где, однако, в случае невыполнения одним из участников контракта ответственность берёт на себя биржа.
При создании стейблкойнов на основе американского доллара очевидным (и применяемым всеми) решением по созданию запасов является вложение полученных за криптовалюту долларов в долговые облигации США с попыткой обеспечить функционирование системы за счёт получаемых процентов. Как отмечает Хилл, эта модель бизнеса была опробована в широком масштабе компанией PayPal, которая поначалу пыталась избежать каких-либо сборов, связанных с транзакциями — и в этом не преуспела.

## Типы стейблкоинов
Все стейблкоины условно можно разделить на 4 основные типа по способам его обеспечения:
- Фиатные — обеспечены фиатными валютами (преобладает доллар США), централизованы. К их числу относятся USDT, USDC, TUSD, BUSD[5].

- Товарные — обеспечены биржевыми товарами, среди которых преобладает золото (реже — нефть, другие драгоценные металлы), централизованы[6]. Примеры: DGX, PAXG, XAUT.

- Криптовалютные — обеспечены другими криптовалютами. Основная причина их запуска — желание получить децентрализованный токен, более стабильный по ценовой динамике, чем обычная криптовалюта. Примеры: DAI, EOSDT.

- Алгоритмические (необеспеченные, сеньоражные) — обеспечения нет, децентрализованы, но стабильность цены достигается через алгоритмы управления общим количеством стейблкойна, аналогично подходу центрального банка к денежной эмиссии[7]. Пример: UST, USDN, FEI.

## Критика
Tether, крупнейший стейблкойн по рыночной капитализации, столкнулся с обвинениями в невозможности проводить аудит своих резервов при постоянной печати миллионов; многие приписывают непроверяемое создание новых монет подорожанию биткойнов в 2017 году.